# Костадин Костадинов
Костадин Костадинов (болг. Костадин Костадинов, нар. 25 червня 1959, Пловдив) — болгарський футболіст, що грав на позиції нападника.
Виступав, зокрема, за клуб «Тракія» (Пловдив), а також національну збірну Болгарії. Заслужений майстер спорту (1985).

## Клубна кар'єра
Вихованець клубу «Тракія» з рідного міста Пловдив. У основній команді почав грати, коли йому було всього 16 років — в 1975 році З тих пір і до завершення кар'єри 1992 року (з двома невеликими перервами — сезон 1987/88 в португальській «Бразі» і сезон 1989/90 в грецькому клубі «Докса Драма»), він незмінно виступав за рідну команду під 7 номером, яка згодом змінила назву на «Ботев».
Всього у болгарській групі «А» Костадинов провів 350 ігор та забив 106 голів. Також за «Ботев» в єврокубках він провів 16 матчів та забив 3 голи (2 матчі і 1 гол у Кубку чемпіонів, 6 матчів з 2 голи в Кубку кубків та 8 матчів у Кубку УЄФА). Головним досягненням нападника став Кубок Радянської Армії, виграний клубом в 1981 році. Також він ставав віцечемпіоном Болгарії в 1986 році та бронзовим призером чемпіонату в 1981, 1983, 1985 і 1987 роках, а також фіналістом Кубка Болгарії в 1984 і 1991 роках.

## Виступи за збірну
Виступав у складі юнацької (30 ігор з 8 голами), молодіжної (8 ігор з 1 голом) та олімпійської (6 ігор з 2 голами) збірної Болгарії і у складі першої став віцечемпіоном юнацького чемпіонату Європи 1977 року.
14 лютого 1979 року дебютував в офіційних іграх у складі національної збірної Болгарії в товариському матчі проти Румунії (2:1).
У складі збірної був учасником чемпіонату світу 1986 року у Мексиці. Під час цього турніру він провів 3 матчі — з Італією (1:1) та Південною Кореєю (1:1) в груповому етапі та в 1/8 фіналу з Мексикою (0:2). 
Загалом протягом кар'єри у національній команді, яка тривала 8 років, провів у її формі 44 матчі, забивши 8 голів.

## Титули і досягнення
- Чемпіон Європи (U-18): 1974
- Володар Кубка Болгарії (1):

«Тракія» (Пловдив): 1980/81